# Skagerrak (Schiff, 1939)
Die Skagerrak war ein norwegisches Fährschiff, das im Zweiten Weltkrieg von der deutschen Kriegsmarine erbeutet und als Minenschiff eingesetzt wurde.

## Bau und Technische Daten
Das Schiff wurde 1939 auf der Aalborg Værft in Aalborg (Dänemark) gebaut und diente mit dem Namen Skagerrak I als Fährschiff in Norwegen. Es war 70,7 m lang und 11,6 m breit, hatte 4,0 m Tiefgang und war mit 1281 BRT vermessen. Die Maschinenanlage bestand aus zwei Schiffsdieselmotoren mit 5000 PS und ergab eine Höchstgeschwindigkeit von 17 Knoten. Es konnten maximal 400 Passagiere und 30 Fahrzeuge transportiert werden.

## Minenschiff
Das Schiff fiel bei der deutschen Invasion Norwegens in deutsche Hand und wurde von der Kriegsmarine ab Mai 1940 zum Minenschiff umgebaut. Es wurde mit zwei 3,7-cm und vier 20-mm-Flak bewaffnet und konnte bis zu 160 Minen mitführen. Das Schiff wurde am 17. August 1940 in Dienst gestellt und, gemeinsam mit den ebenfalls erbeuteten ehemals norwegischen Minenlegern Brummer und Togo, dem Führer der Vorpostenboote West in Norwegen unterstellt. Ab November 1940 unterstand es dann mit der Gruppe Ost dem Führer der Minenschiffe.
In Vorbereitung für die geplante Invasion Großbritanniens (Unternehmen Seelöwe) wurde auch die Skagerrak, wie alle anderen verfügbaren Minenschiffe, von der Kriegsmarine im September 1940 an die Ärmelkanalküste verlegt. Sie wurde der sogenannten Westgruppe zugeteilt und fuhr zusammen mit der Stralsund am 12.–14. September nach Le Havre, von wo ihre Minenlegeunternehmen ausgehen sollten.  Da die Invasion Englands schließlich auf unbestimmte Zeit hinausgeschoben und dann ganz abgesagt wurde, wurde die Skagerrak in die Ostsee zurückbeordert. Beim deutschen Angriff auf die Sowjetunion im Juni 1941 war die Skagerrak unter dem Befehl des Führers der Minenschiffe (FdM), Kpt.z.S. Bentlage, mit den Minenschiffen Preußen, Grille und Versailles beteiligt und legte Minensperren in der östlichen Ostsee.
Danach lag sie lange Zeit in Swinemünde, ehe sie wieder nach Norwegen geschickt und dort zum Minenlegen eingesetzt wurde. Bei jeder ihrer folgenden Unternehmungen verlegte sie nahezu 160 Minen. Bereits am 22. Mai 1942 legte sie die Sperre „Nero“ im Skagerrak, am 30. Juni die Sperre „Eisvogel“ an der nordnorwegischen Küste und am 24. und 25. Juli Sperren am Namsenfjord und Romsöyfjord. Ab dem 20. August 1942 diente die Skagerrak eine Zeit lang als Zielschiff bei der 27. U-Bootsflottille, einer Ausbildungseinheit, in der Ostsee. Im Oktober, November und Dezember 1942 legte sie dann wieder Minenfelder bei Tromsø, Petsamo und Bodø, im Januar und Februar 1943 im Varangerfjord, bei Kirkenes und bei Tromsø. Anfang März wurden im Raum Bergen und Ende März/Anfang April im Raum Tromsø Sperren gelegt. Zwischen dem 20. April und dem 5. Juni wurde der nordnorwegische Küstenweg an der Polarküste vermint. Vom 25. Juni bis zum 11. Juli 1943 wurden die Minensperren „NW 51“ bis „NW 56“ an der norwegischen Westküste südlich der Lofoten ausgebracht, vom 12. bis 14. Juli die Sperren „NW 41“ bis „NW 44“ an der Küste vor Nord-Trøndelag bei Vikna.

## Ende
Danach ging das Schiff in die Werft, die es erst am 6. November 1943 wieder verließ. Es verlegte danach wieder nach Norwegen, wo es am 20. Januar 1944 westlich der Insel Egeröy (vor Egersund) durch einen von einer Bristol Beaufighter der 489. Squadron der Royal New Zealand Air Force abgeschossenen Torpedo versenkt wurde. Sieben Mann der Besatzung fanden den Tod.